# Guillaume Sainteny
Œuvres principales
- L'introuvable écologisme français ?, PUF, coll. « Que sais-je ? », 2000
- Plaidoyer pour l'écofiscalité, Éditions Buchet/Chastel, 2012

Guillaume Sainteny, né le 27 janvier 1958 à Boulogne-Billancourt, est un écrivain spécialisé dans l'écologisme et le développement durable, surtout connu pour ses publications, notamment l'ouvrage Les Verts paru en 1991. Il occupe également divers postes de haut fonctionnaire et d'enseignement.

## Biographie
Il est le fils de Claude Dulong et Jean Sainteny.

### Parcours professionnel
Guillaume Sainteny est diplômé de l’Institut d’études politiques de Paris, titulaire d’un MBA (Chicago Booth School of Business), d’une maîtrise en droit, d'un doctorat en science politique de l'université Paris 1 Panthéon-Sorbonne (thèse soutenue en 1992) et ancien auditeur libre de l’Institut des hautes études de défense nationale,.
Il exerce plusieurs fonctions au sein du Ministère de l'Écologie, du Développement durable et de l'Énergie de 1995 à 2009: 
De 1995 à 1997, il est directeur adjoint du cabinet du ministre Corinne Lepage et de 2005 à 2009, il est directeur des études économiques et de l’évaluation environnementale, et secrétaire général de la Commission des comptes et de l’économie de l’environnement, du Comité de la prévention et de la précaution et du Conseil scientifique du patrimoine naturel et de la biodiversité.
Il est maître de conférences à l’École polytechnique, où il enseigne le développement durable de 2009 à 2014. Il enseigne également le développement durable à Sciences-Po Paris de 1997 à 2008.

### Autres fonctions représentatives
Il est membre du Conseil d'administration de plusieurs établissements publics : Agence de financement des infrastructures de transport de France (AFITF), Institut national de l'information géographique et forestière (IGN), Institut national de l’environnement industriel et des risques (INERIS), Institut de radioprotection et de sûreté nucléaire (IRSN), Parc national de Port-Cros (PNPC) et Agence européenne pour l’environnement (AEE). En 2008 et 2009, il est membre de la Commission sur les instruments économiques en matière d'environnement, du Comité de pilotage du « Grand Paris » sur la métropole de l’après-Protocole de Kyoto et de la Commission du Centre d’analyse stratégique (CAS), chargée de proposer des valeurs de référence pour la prise en compte de la biodiversité dans les décisions publiques.
De 2010 à 2011, il préside une Commission du Conseil d'analyse stratégique (CAS) chargée de proposer des réformes en matière d'incitations financières pour la biodiversité.
Entre 2002 et 2005, il siége au Conseil national du développement durable (CNDD).
Il fait partie du Comité de rédaction de la revue Commentaire, et du conseil scientifique de la revue Écologie & Politique.

## Publications

### Ouvrages
- Les Verts, PUF, coll. « Que sais-je ? », 1991  (ISBN 978-2130433262) ; 1992, 1997
- La fiscalité des espaces naturels, Litec, 1993  (ISBN 978-2711123285)
- L'introuvable écologisme français ?, PUF, 2000  (ISBN 978-2130504856)
L'auteur analyse l'évolution des Verts comme parti politique, leurs échecs et leurs succès, et l'existence (ou non) d'une spécificité française en matière écologique[8].
- Développement durable : aspects stratégiques et opérationnels (coauteur), Éditions Francis Lefebvre, 2010  (ISBN 9782851158673)
- Plaidoyer pour l'écofiscalité, Paris, Buchet/Chastel, 2012, 272 p. (ISBN 978-2-283-02500-0)
Cet ouvrage analyse finement l'impact de la fiscalité sur les décisions éco-responsables des citoyens, et l'incohérence de certaines mesures gouvernementales. Il a été reproché à l'auteur de ne pas s'intéresser suffisamment au secteur agricole[9].
- Le climat qui cache la forêt : comment la question climatique occulte les problèmes d'environnement, Paris, Rue de l'échiquier, 2015, 272 p. (ISBN 978-2-917770-97-9).
En citant de nombreux exemples, Sainteny conteste la domination de l'enjeu climatique sur les autres questions environnementales[10],[11]. Ce livre très bien documenté n'est pas facile à lire pour un lecteur non spécialisé dans le domaine[12].

### Articles
- L'écologisme en Allemagne et en France : deux modes différents de construction d'un nouvel acteur politique, université autonome de Barcelone, Institut de ciencies politiques i socials, 1993
- « Cohésion sociale ou éclatement ? », in Recherches sociologiques,  (ISSN 0771-677X), no 27, 1996

### Thèse de doctorat
- Guillaume Sainteny (sous la dir. de Pierre Birnbaum), La constitution de l'écologisme comme enjeu politique en France : mobilisation des ressources et stratégie des acteurs, Paris, Université Panthéon-Sorbonne, 1992 - [Thèse de doctorat : Science politique : Paris 1 : 1992][3]